# تومارزا
تومارزا (به ترکی استانبولی: Tomarza) شهری است در کشور ترکیه که در استان قیصریه واقع شده‌است. جمعیت این شهر بر اساس سرشماری سال ۲۰۰۸ میلادی ۱۰٬۳۴۷ نفر و بر اساس برآوردهای سال ۲۰۰۹ میلادی ۱۰٬۲۸۰ نفر می‌باشد.